# Мстижська сільська рада
Мстижська сільська рада (біл. Мсьціскі сельсавет) — адміністративно-територіальна одиниця в складі Борисовського району розташована в Мінській області Білорусі. Адміністративний центр — Мстиж.
Мстижська сільська рада розташована на межі центральної Білорусі, на північному сході Мінської області орієнтовне розташування — супутникові знимки [Архівовано 1 лютого 2018 у Wayback Machine.], на північний засхід від районного центру Борисова.
До складу сільради входять 23 населених пунктів:
- Броди • Войлове • Волоки • Воровського • Горовець • Горожанка • Дедиловичі • Загір'я • Заріччя • Мажниця • Маків'я • Мрай • Мстиж • Недаль • Нивки • Клепки • Пядань • Розлиття • Рем • Соболівка • Тартак • Уборок • Холмівка.